# Georg Giulini
Georg Otto Conte Giulini di Giulino  (* 31. Dezember 1858 in Mannheim; † 24. Februar 1954 in Como) war ein deutscher Chemiker und Unternehmer. Er stammte aus dem lombardischen Adelsgeschlecht Giulini.

## Leben
Conte Giorgio Giulini di Giulini, der sich zeitlebens in Deutschland schlicht Georg (Giorgio) Giulini nannte, studierte ab 1877 an der Technischen Hochschule Karlsruhe sowie an der Universität Heidelberg bei Robert Wilhelm Bunsen (1811–1899) Chemie. Diesem war es zwei Jahrzehnte zuvor fast zeitgleich mit dem Franzosen Henri Étienne Sainte-Claire Deville erstmals gelungen, Aluminium auf dem Weg der Schmelzflusselektrolyse darzustellen. Giulini schloss 1881 mit der Promotion ab. Nach seinem Studium war er für die 1823 von seinem Großvater Paul Franz Giulini und dessen Bruder Johann-Babtist (Giovanni-Battista) Giulini gegründete Gebrüder Giulini GmbH in Ludwigshafen tätig und optimierte das Pyrogen-Verfahren für die Herstellung von Aluminiumoxid (Tonerde, Alumina). Später leitete er die Gesellschaft gemeinsam mit seinen Brüdern Paul und Wilhelm. Er war verheiratet mit Emma Diffené, geboren am 16. August 1865 in Bruchsal, der Tochter des damaligen Präsidenten der Handelskammer von Mannheim Philipp Diffené und Enkelin des ehemaligen Mannheimer Oberbürgermeisters Heinrich Christian Diffené.

### Le roi d‘alumine
1903, im Alter von 45 Jahren, übernahm Georg Giulini die alleinige Leitung der Gebrüder Giulini GmbH. Die Zukunft des auf chemische Produkte spezialisierten Unternehmens richtete er von Beginn an konsequent auf Aluminium aus. Schon nach kurzer Zeit war er aufgrund seiner langjährigen Erfahrung in der Herstellung von Aluminiumoxid weltweit führend und wurde, nicht zuletzt wegen seines weltweiten Tonerde-Monopols respektvoll le roi d’alumine genannt.

### Pionier und Vorreiter
Georg Giulini leistete auf dem Gebiet der Tonerdeproduktion Pionierarbeit. Anfangs nutzte er dazu, als Basis für Tonerdesalze, grönländisches Kryolith. Ab 1865, 23 Jahre bevor mit der AIAG/Alusuisse der weltweit erste Aluminiumhersteller den Betrieb aufnahm, verwendete er hierfür französischen Bauxit. Um die Verfahrensschritte der Produktion geheim zu halten, ließ
Giulini seine Innovationen nicht als Patent anmelden, sondern übergab ihre Beschreibung einem Notar. Als 1892 Carl Josef Bayer das vollständige Nassverfahren (Bayer-Verfahren) zum Patent anmeldete, hatte Georg Giulini die wesentlichen Schritte hierzu bereits hinterlegt. Aufgrund Giulinis Vorreiterstellung waren die Aluminiumhersteller weltweit auf seine Tonerdelieferungen angewiesen. Erst ab der Jahrhundertwende konnten Aluminiumhersteller Tonerde in Eigenproduktion herstellen. Die Qualität der Giulini-Tonerde blieb jedoch unerreicht.

### Europaweite Expansionen – der Aufstieg der Gebrüder Giulini GmbH
Giulini strebte einen Aluminiumkonzern an, der alle Bereiche der Wertschöpfungskette abdeckte. Um dieses Ziel zu erreichen, gründete er 1897 in Südfrankreich eigene Werke zur Sicherung der Rohstoffversorgung. Im Bereich der Aluminiumproduktion setzte Georg Giulini zunächst auf Kooperationen mit anderen Unternehmen, um sich das nötige Know-how anzueignen. 1908 baute er im Rahmen seines Expansionskonzepts in Martigny (Schweiz) eine eigene Aluminiumhütte. Diese nutzte er als Versuchsanlage und testet dort Elektrolyseöfen, die in seinen Werken in Ludwigshafen entwickelt wurden. Nach und nach gliederte Giulini dem Konzern weitere Bergbauunternehmen zur Sicherung der Rohstoffversorgung und Walzwerke zur Weiterverarbeitung des Aluminiums ein. Die bekanntesten sind das Walzwerk in Wutöschingen, das er mit dem Zeppelin-Ingenieur Fritz Burr aufbaute und das zum Vorläufer der der Aluminium-Werke Wutöschingen (Deutschland) wurde. sowie das Werk in Münchenstein (Schweiz). Innovation und Expansion waren für Georg Giulini die leitenden Begriffe auf allen Konzernebenen. Während der ersten Jahrzehnte des 20. Jahrhunderts weitete er das Firmennetz der Gebrüder Giulini GmbH immens aus. Es erstreckte sich von Deutschland aus über Kroatien, Slowenien, die Schweiz, Frankreich, Belgien und Norwegen.

### Patente und Innovationen – der Krieg als Erfolgsbremse
Der geographischen Expansion folgten viele weitere Neuerungen. Große Bedeutung für den Freileitungsbau und Leichtmetall-Konstruktionen hatten die patentierten Legierungen Aludur 513 und Korrofestal. Weiterhin wurde das in Martigny erarbeitete Know-how beim Bau des Erft- und des Innwerks in Deutschland eingesetzt. Diese beiden Werke waren weitere Schritte zum Ziel Giulinis, einer großen Elektrolyse in Deutschland. Die Anteile an den Werken wurden ihm jedoch bereits nach kurzer Zeit vom Staat enteignet. Durch weitere Enteignungen wurde Georg Giulini im Ersten Weltkrieg nachhaltig geschwächt. 1935 gab Georg Giulini die Verantwortung für seine Unternehmen an die nächste Generation weiter. Auch der Zweite Weltkrieg hatte erhebliche Konsequenzen für Giulinis Unternehmen. Noch vor dem Krieg, 1936, wurde die Aluminiumhütte in Ludwigshafen versiegelt, nachdem der Reichswirtschaftsminister den Bau der Hütte mit der Begründung abgelehnt hatte, dass „die Firma Giulini […] durch die Errichtung einer Aluminiumerzeugungsanlage als einzige Gesellschaft den vertikalen Aufbau ihres Unternehmens vom Bauxit bis zum Halbzeug durchführen und damit einen gewaltigen Vorsprung vor den übrigen deutschen Aluminium-Herstellern und -Verarbeitern gewinnen [würde].“ (Ruch)
1943 wurde das Werksgelände in Ludwigshafen ein erstes Mal bombardiert. Bei insgesamt 22 Luftangriffen auf das Werk wurden 43 Arbeiter getötet und 285 verletzt.
Die Gebrüder Giulini GmbH unterhielt in Ludwigshafen auch eine pharmazeutische Abteilung, die etwa das Alkaloide von Rauwolfia serpentina enthaltende Präparat Rivadescin zur Behandlung von Bluthochdruck anbot.
Georg Giulini starb am 24. Februar 1954. Er war in seiner Industrie der Erste, war aber auch ein kompromissloser Außenseiter geblieben. Es blieb ihm erspart, das Scheitern bzw. den Verkauf großer Teile seines Unternehmens 1978 infolge einer verfehlten Expansionspolitik zu erleben. Heute ist lediglich noch die Aluminiumwerke Wutöschingen AG & Co. im Besitz seiner Nachkommen, der Familie seiner einzigen Enkelin Alwine Freifrau von Salmuth. Ein Nachkomme war Wigand von Salmuth. Nach dem Tode Giulinis ging sein Conte-Titel gemäß Primogenitur auf die Nachkommen seines älteren Bruders Paul über, dessen Enkel Udo Giulini war.